# 松前紀男
松前 紀男（まつまえ のりお、1931年（昭和6年）2月11日 - 2016年（平成28年）1月1日）は、日本の学者、実業家、作曲家。学位は社会科学博士（ストラスブール大学）。放送史、音楽史を専門とした。学校法人東海大学副理事長、東海大学平和戦略国際研究所所長、同松前記念館館長、同文明研究所長、同総合教育センター教授などをそれぞれ歴任した。東京都出身。

## 来歴
父は松前重義、妻澄子方の義父は池田清就。松前国際友好財団理事長や日本衛星放送取締役、エフエム東京取締役、札幌コンサートホールKitara館長なども務め、東海大学及び東海大学系列小・中・高等学校の校歌を作曲している。

## 略歴
- 1954年（昭和29年） - 東京芸術大学音楽学部楽理科卒
- 1954年（昭和29年） - ニッポン放送入社
- 1963年（昭和38年） - 東海大学文学部助教授
- 1976年（昭和51年） - 東海大学教養学部学部長
- 1981年（昭和56年） - 北海道東海大学学長（～1991年）
- 1987年（昭和62年） - 学校法人一橋学園（現・学校法人東海山形学園）理事長（～1991年）
- 1990年（平成2年） - ストラスブール大学大学院修了
- 1991年（平成3年） - 東海大学学長に就任
- 1997年（平成9年）5月 - 公益財団法人松前国際友好財団理事長に就任（～2009年6月）
- 1998年（平成10年） - 東海大学学長を退任
- 2014年 (平成26年) - スウェーデン社会研究所名誉会長
- 2016年（平成28年）1月1日 - 悪性リンパ腫のため死去

## 受賞歴
- フランス芸術文化勲章オフェシエ章（1999年（平成11年））
- 瑞宝重光章（2008年（平成20年））[7]

## 著書
単著
- 『クープラン―その家系と芸術』（音楽之友社、1985年）
  - 『新版 クープラン―その家系と芸術』（音楽之友社、1998年）
- 『活力ある大学を―北海道における私の実践』（道新、1992年）
- 『音文化とFM放送―その開発からマルチメディアへ』（東海大学出版会、1996年）
- 『大学の日々から―現場からの教育論』（東海大学出版会、1998年）

等多数
翻訳
- H.M.ミラー『音楽史』（村井範子、佐藤馨との共訳）（東海大学出版会、1966年）
- E.ソーズマン『20世紀の音楽』（秋岡陽との共訳）（東海大学出版会、1993年）

等